# Mézgás éger

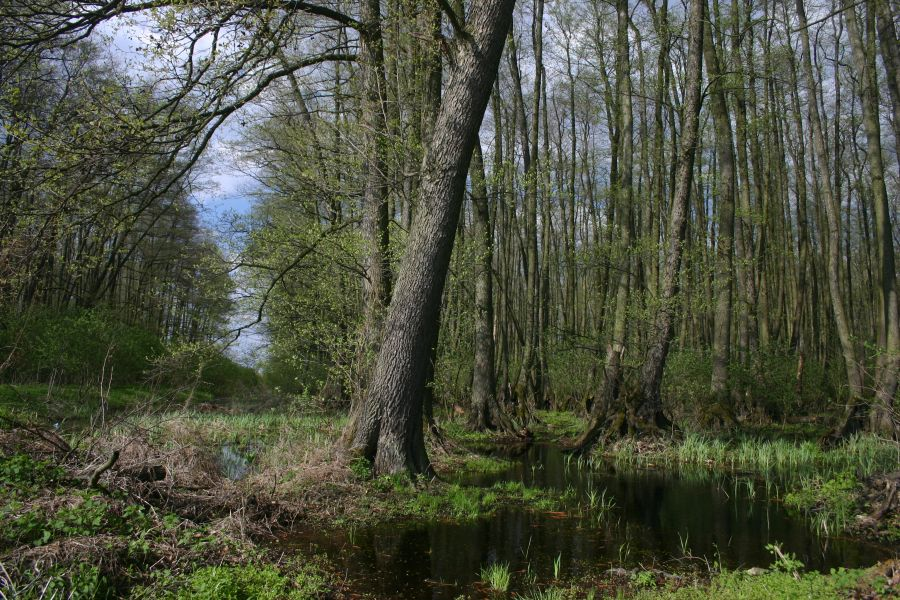
Csíkos égererdő a Hanságban

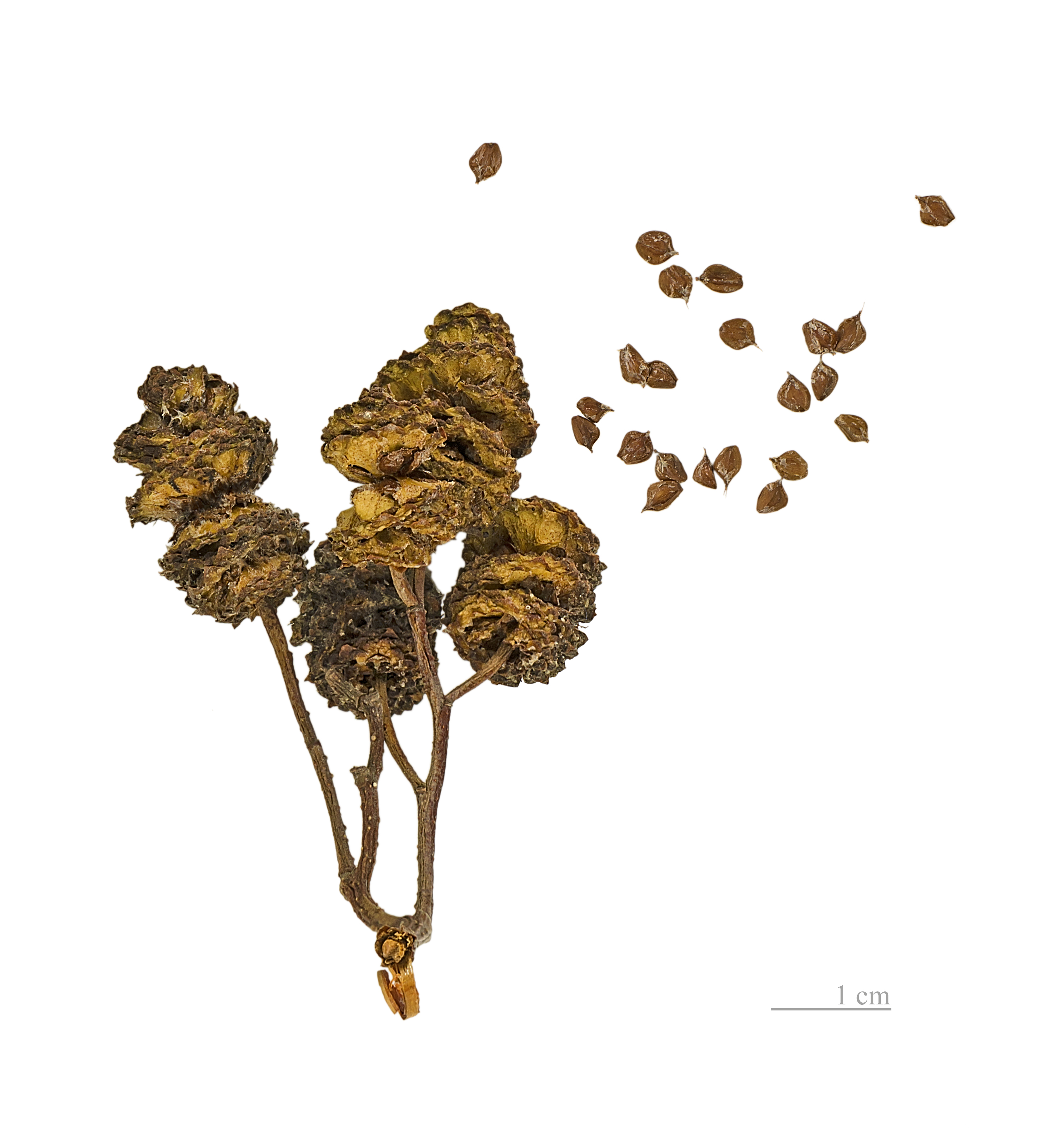
Alnus glutinosa

A mézgás éger vagy enyves éger (Alnus glutinosa) a nyírfafélék (Betulaceae) családjába és az éger (Alnus) nemzetségébe tartozó növényfaj.
2009-ben az év fájává választották.

## Elterjedése, élőhelye
Szerte Európában nő a patakok mentén és a vízzel jól ellátott területeken – Észak-Európában zonális; attól délre reliktum jellegű erdőtársulások tagja. A Kárpát-medencében posztglaciális reliktum faj, a bükk kor emléke.

## Megjelenése
Kúpos formájú, 20 méternél alig magasabbra növő fa – mocsarakban, vízpartokon elterülő cserje is lehet. Törzse egyenes, ágai nagyobbrészt vízszintesen állnak. Kérge fiatalon sima, fényes, fehér pettyekkel, idősebb korában barnásszürke, táblásan felrepedezik. Hajtásai fiatalon ragadósak (mézgások), lilásbarnák, kopaszok, fehérpettyesek.
Rövid, nyeles rügyei tojásdadok, feketéslilák, ragadósak. 5–10 cm hosszú levelei visszás tojásdadok, kétszer fogazottak.
Váltivarú, egylaki fa: megnyúló és pirosból hirtelen sárgába váltó, végálló porzós barkái tavasszal jelennek meg. A kicsiny, vörösesbarna termős füzérek a hajtások végén, az előző évi tobozkák mellett nőnek a még levéltelen ágakon.
Termése 1–1,5 cm hosszú kocsányon lógó és kb. ugyanilyen hosszú, éretten sötétbarna áltoboz. Magja apró, ötszögletű, fényes barna, szárnyatlan.

## Életmódja
Gyorsan növő, viszonylag hosszú életű fa, sarjadásra hajlamos. Víz- és fényigényes, melegkedvelő, a szennyezett levegőt jól tűri. Folyók, patakok mentén, a síksági lápokon, oxigéndús termőhelyen gyorsan növekszik.
Március-április között virágzik.
Gyökerein a levegő nitrogénjét megkötő sugárgombák (Actinomyces alni) élnek.

## Felhasználása
Narancssárga fája ipari fának túl puha. A nedvességnek ellenáll, különösen víz alatt tartós (hidak építésére kiváló volt). Jól faragható; kérgében sok a csersav.